# Gertrud Brundin
Eva Gertrud Brundin, unde en period Janson, född Gustafsson den 5 januari 1937 i Tingsryd, död den 30 juni 1982 i Gustav Vasa församling i Stockholm, var en svensk radiojournalist.
Gertrud Brundin var dotter till  kontraktsprosten Josef Gustafsson och Gunhild Sörquist. Hon var journalist på Sveriges Radio och senare informationschef på Lutherska världsförbundet.
Hon var första gången gift från 1957 med undervisningsrådet och prästen Jan Janson (född 1934) och andra gången från 1964 med riksdagsledamoren Paul Brundin. Hon hade i första äktenskapet dottern Carola Lemne, VD i Svenskt Näringsliv, och i andra äktenskapet dottern Erika Brundin, ställföreträdande generalsekreterare i Svenska kyrkan.
Gertrud Brundin är begravd på Skogskyrkogården i Stockholm.